# Hilar Gese
Hilar Gese (geb. vor 1969) ist ein ehemaliger deutsch-tschechischer Basketballtrainer und -spieler.

## Leben
Gese war zeitweise Mitglied der Basketballnationalmannschaft der Tschechoslowakei. Er kehrte 1968 aus seinem Sommerurlaub in Rumänien nicht nach Bratislava zurück, sondern ging mit seiner Frau wegen der in seinem Heimatland angespannten Lage nach Mannheim. Ab 1969 spielte er beim Bundesligisten USC Heidelberg. Im Spieljahr 1969/1970 wurde er mit der Mannschaft Zweiter der deutschen Meisterschaft. 1971 nahm er die deutsche Staatsbürgerschaft an. 1973 gewann der Flügelspieler mit Stärken im Distanzwurf mit dem USC den deutschen Meistertitel. In den Jahren 1971 und 1972 bestritt er sieben A-Länderspiele für die bundesdeutsche Nationalmannschaft. In der Saison 1973/74 setzte der als Diplom-Ingenieur tätige Gese aus beruflichen Gründen aus. Ab 1974 verstärkte er dann den Bundesliga-Konkurrenten 1. FC Bamberg, nachdem er aus beruflichen Gründen nach Bamberg gezogen war. Er spielte bis 1977 für den FC.
Er wechselte unmittelbar ins Trainergeschäft und übernahm im Vorfeld des Spieljahres 1977/78 das Amt in Bamberg, betreute die Mannschaft in der Bundesliga sowie im Europapokal. Doch bereits Anfang Dezember 1977 trat Gese kurz nach einem Sieg über den Tabellenführer MTV Gießen als Trainer zurück, da er sich aus seiner Sicht ungerechter Kritik ausgesetzt sah.
Später arbeitete Gese im Vorstand von TTL Basketball Bamberg mit.